# Paris Opera Awards
Paris Opera Awards (POA) était un concours international de chant lyrique, sous le patronage de la Représentation en France de la Commission européenne qui est initié sur le Web et clos par une soirée de gala final à la Salle Gaveau à Paris.

## Historique
La première édition de POA a été lancée au mois de mars 2012. Elle a permis à soixante-dix-huit artistes lyriques originaires d’Afrique du Sud, d'Albanie, d’Allemagne, d’Argentine, d'Arménie, d’Autriche, d’Australie, de Belgique, de Bosnie-Herzégovine, de Bulgarie, du Canada, de Colombie, de Corée, du Danemark, d'Équateur, d'Espagne, des États-Unis, de Finlande, de France, de Géorgie, d’Italie, du Japon, du Mexique, des Pays-Bas, de Pologne, de République tchèque, du Royaume-Uni, de Russie, de Suisse, d’Ukraine et d’Uruguay de participer. Les cinquante meilleurs résultats ont été examinés par le jury du concours. Les dix finalistes (cinq femmes et cinq hommes) ont été auditionnés, en présence du public, par un grand jury. Le gala de la finale a été présenté par Olivier Bellamy de Radio Classique.
La présélection fut effectuée sur le site Internet du POA. Le mélomane d’opéra pouvait voter mais seul le choix du jury a été décisif. Le gala de la finale a eu lieu le 4 janvier 2013 à la salle Gaveau à Paris et a été dédié à Maria Callas.
Pour sa deuxième édition le concours a rendu hommage à Dame Joan Sutherland, célèbre soprano australienne disparue en 2010. Les finalistes se sont affrontés lors de la grande finale en public et devant un jury international à la salle Gaveau. Le jury a été présidé par Sir Richard Bonynge et la finale a été présentée par Ève Ruggieri.

## Objectif

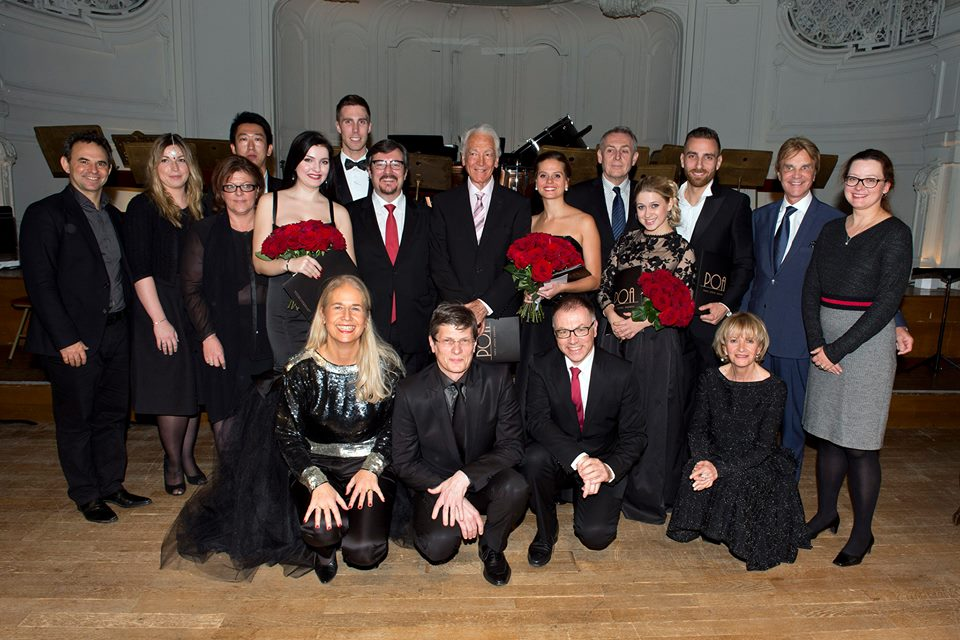
Image jury et finalistes 2014

Dédié aux chanteurs d'opéra du monde entier, le concours a pour but d'organiser une manifestation musicale internationale en vue de l'attribution des prix de chant.

## Organisation

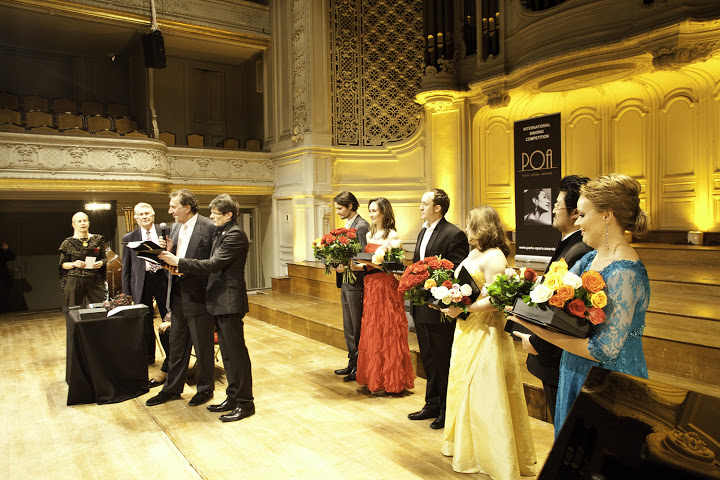
Cérémonie de récompenses 2013

La présélection se passe sur le site Internet et est ouverte aux chanteurs lyriques du monde entier. La compétition est ouverte à tous les chanteurs lyriques à partir de 18 ans et sans limite d'âge, dans les catégories vocales suivantes : soprano, mezzo-soprano, contralto, contre-ténor, ténor, baryton et basse. Les finalistes sont entendus lors d'un gala final ouvert au public et reçoivent des trophées. L’association Paris Opera Awards a été créée pour encadrer et animer la finale. L'Association est présidée par Alexandre Lomov, baryton, ancien stagiaire du CNIPAL, diplômé du Conservatoire Tchaïkovski de Moscou et de l'Académie musicale Chigiana de Sienne. Le règlement du concours est publié sur le site internet de l'association.
En 2015, 2016 et 2017, il n'y a pas eu de finale du concours. Des artistes lyriques se sont plaints d'avoir payé les frais d'inscription en vain. L'association Paris Opera Awards a annoncé qu'il y aura une finale le 16 novembre 2018.

## Jury
- 2012

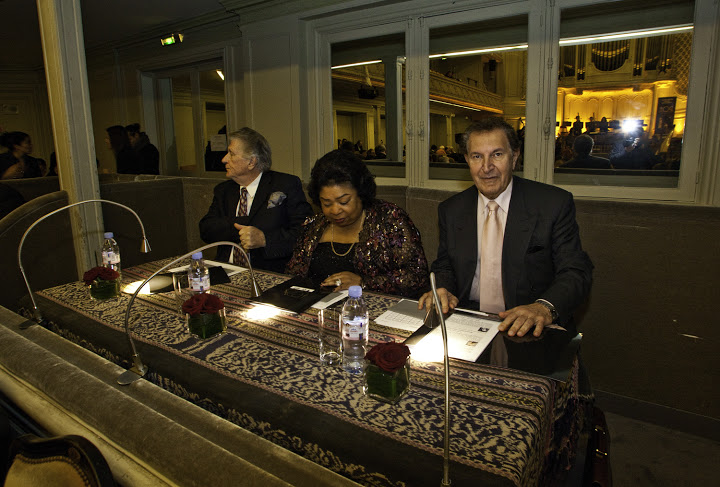
Grand Jury de la finale du 1er Paris Opera Awards.

Le jury rassemble des personnalités du monde musical: artistes lyriques, chefs d'orchestre, directeurs des maisons d'opéra et des agents artistiques. Le jury de la finale était composé de trois artistes renommés du monde de l’opéra tels que Sherrill Milnes, baryton (États-Unis), Martina Arroyo, soprano (États-Unis) et Daniel Lipton, chef d’orchestre (Canada). Ils ont élu après délibération six lauréats, trois femmes et trois hommes. Un prix spécial du public et un prix spécial Maria Callas pour la meilleure interprétation ont été attribués.
- 2014

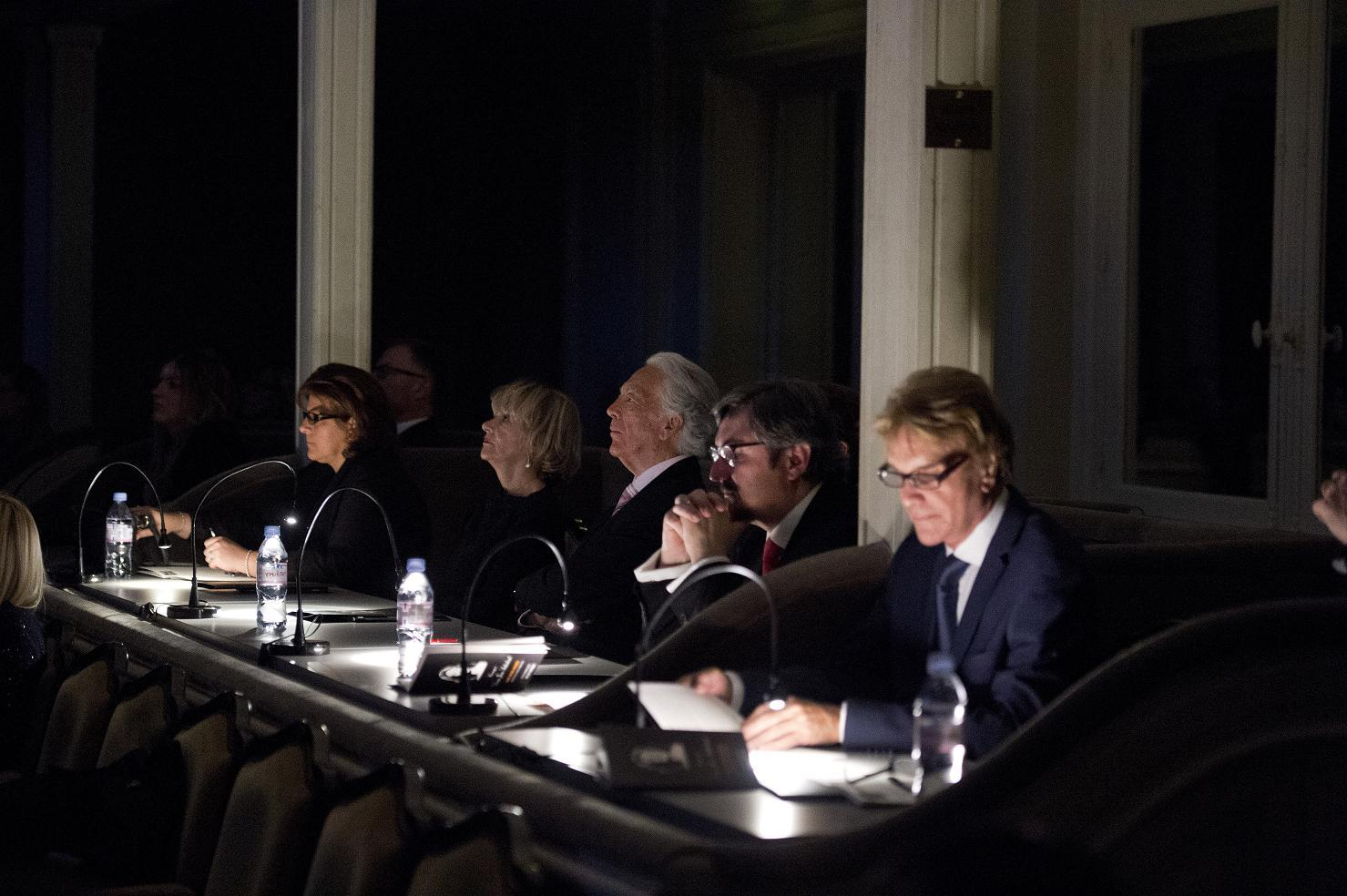
Jury Paris Opera Awards 2014

La deuxième finale du concours a eu lieu le 19 novembre 2014 à la salle Gaveau. Neuf membres du jury se sont réunis pour sélectionner les lauréats : Richard Bonynge, chef d’orchestre, président du jury (Australie); Martina Franck, directrice artistique de l'Opéra de Cologne (Allemagne) ; Ève Ruggieri, productrice et animatrice de télévision et de radio (France) ; Maurice Xiberras, directeur général de l’Opéra municipal de Marseille (France) ; Germinal Hilbert, directeur chez Hilbert Artists Management (Allemagne); Dominique Riber, agent & responsable artistique chez Opéra et Concert à Paris (France) ; Christian Schirm, directeur de l’Atelier lyrique de l’Opéra national de Paris (France) ; Vincent Monteil, directeur musical de l’Opéra Studio de l’Opéra national du Rhin (France) ; Sophie Duffaut, administratrice artistique des Chorégies d’Orange (France).

## Vainqueurs de la compétition

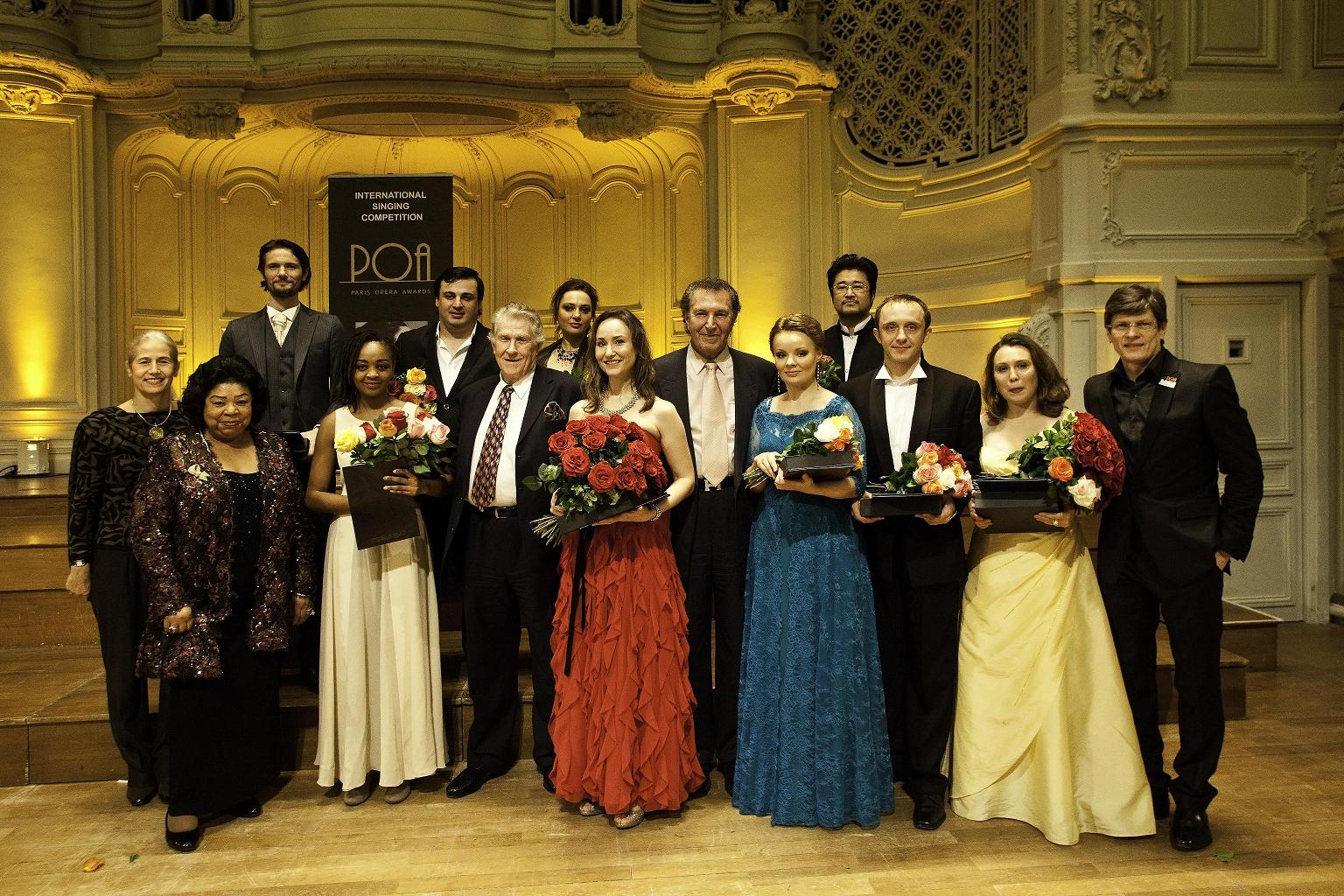
Finalistes et le Grand Jury 2013

### Concours 2012
- Catégorie Femmes
  -  Mary-Jean O'Doherty - Premier Prix
  -  Jennifer O'Loughlin [8],[9] - IIe Prix
  -  Ulyana Aleksyuk - IIIe Prix
- Catégorie Hommes
  -  Julien Dran[10],[11] - Premier Prix
  -  Dmitry Lavrov - IIe Prix
  -  Kyu Nam Choung - IIIe Prix
- Prix Maria Callas - Jennifer O'Loughlin
- Prix du public - Jennifer O'Loughlin

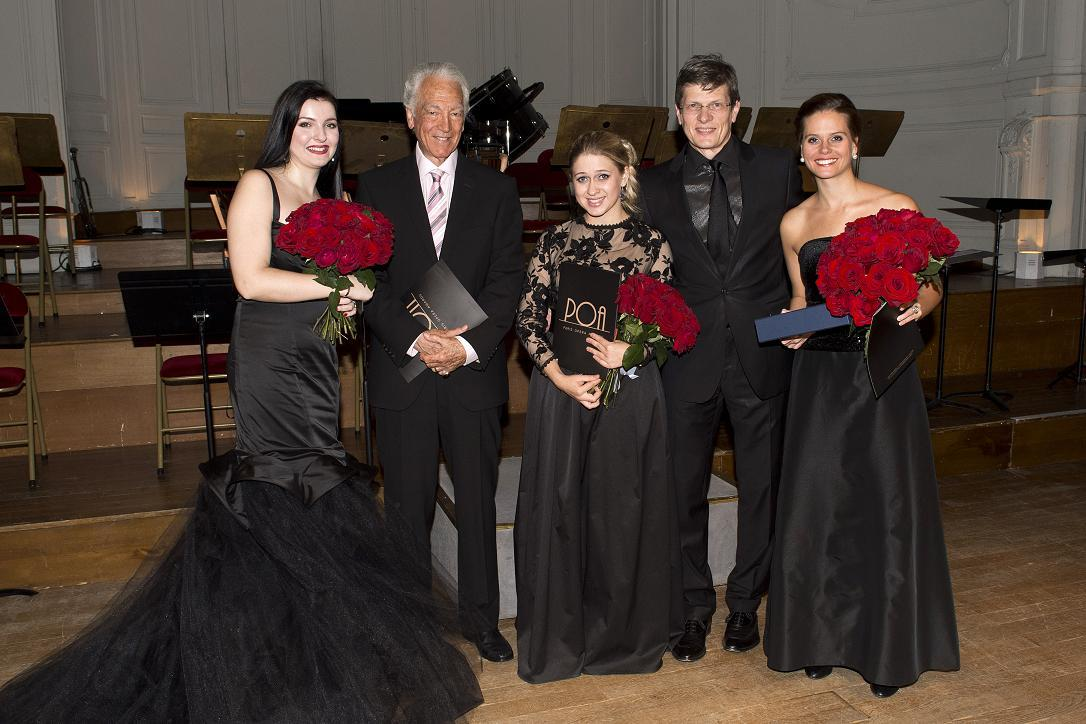
Hommage à Dame Joan Sutherland. Paris Opera Awards, International Singing Competition.

### Concours 2014
- Catégorie Femmes
  -  Daria Terekhova - Premier Prix
  -  Marina Nachkebiya - IIe Prix
  -  Leonie Renaud - IIIe Prix

- Catégorie Hommes

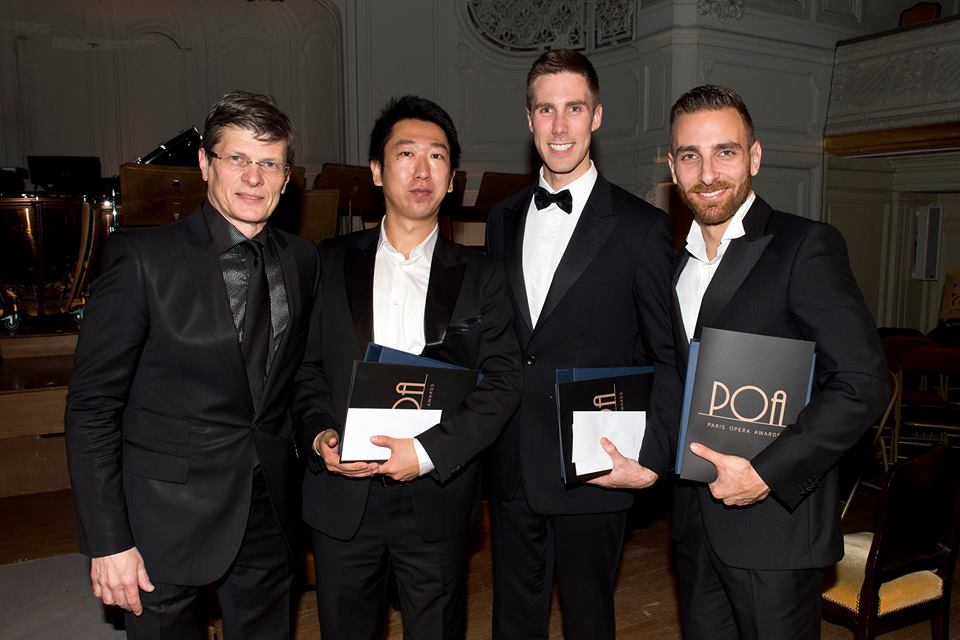
Lauréats hommes de POA 2014

  -  Pietro di Bianco - Premier Prix
  -  Xiaohan Zhai - IIe Prix
  -  Sam Roberts-Smith - IIIe Prix
- Prix de meilleure interprétation artistique - Sam Roberts-Smith
- Prix du public - Daria Terekhova